# Malimbus coronatus
Malimbus coronatus е вид птица от семейство Ploceidae.

## Разпространение
Видът е разпространен в Габон, Екваториална Гвинея, Камерун, Република Конго, Демократична република Конго и Централноафриканската република.